# 北村喜宣
北村 喜宣（きたむら よしのぶ、1960年 - ）は、日本の法学者。専門は行政法。学位は、法学博士（神戸大学・1991年）。上智大学法科大学院教授。

## 人物
- 1960年　京都市生まれ
- 1978年　同志社高等学校卒業
- 1983年　神戸大学法学部法律学科卒業
- 1986年　神戸大学大学院法学研究科公法専攻博士課程前期課程修了
- 1988年　カリフォルニア大学バークレー校大学院「法と社会政策」研究科修士課程修了（M.A. in Jurisprudence and Social Policy）（フルブライト・プログラムによる留学。）
- 1991年　学位論文「アメリカ合衆国連邦清浄水法：管理システムとその実施」で神戸大学より法学博士の学位を取得

## 職歴
- 1989年 横浜国立大学経済学部専任講師
- 1990年 横浜国立大学経済学部助教授
- 2001年 上智大学法学部教授
- 2004年 放送大学客員教授
- 2012年 上智大学法科大学院教授（2014年4月～2016年3月　法科大学院長）
- 2017年 上智大学法学部教授
- 2021年 上智大学大学院法学研究科委員長[1]
- 2022年 内閣府土地等利用状況審議会委員[2]

このほか、2006年～2015年　司法試験考査委員（環境法）。

## 著書
- 『環境法〔第2版〕』（有斐閣、2019年3月）［初版（2015年9月）に対し、2016年都市住宅学会学会賞著作賞］
- 『廃棄物法制の軌跡と課題』（信山社、2019年2月）
- 『自治体環境行政法〔第8版〕』（第一法規、2018年10月）
- 『自治力の挑戦』（公職研、2018年5月）
- 『分権政策法務の実践』（有斐閣、2018年2月）
- 『空き家問題解決のための政策法務』（第一法規、2018年2月）

- 『リーガルマインドが身に付く自治体行政法入門』（ぎょうせい、2018年1月）
- 『環境法〔第4版〕』（弘文堂、2017年3月）
- 『環境法政策の発想：自社の環境対応に効く100の分析視角』（レクシスネクシス・ジャパン、2015年7月）
- 『自治力の躍動』（公職研、2015年5月）
- 『現代環境法の諸相〔改訂版〕』（放送大学教育振興会、2013年3月）
- 『自治力の爽風』（慈学社出版、2012年3月）
- 『プレップ環境法〔第2版〕』（弘文堂、2011年2月）［初版（2006年4月）に対し、第2回不動産協会優秀著作奨励賞］
- 『行政法の実効性確保』（有斐閣、2008年11月）
- 『分権政策法務と環境・景観行政』（日本評論社、2008年11月）
- 『自治力の達人』（慈学社出版、2008年3月）
- 『産業廃棄物法改革の到達点』（グリニッシュビレッジ、2007年3月）
- 『自治力の逆襲』（慈学社出版、2006年3月）
- 『自治力の情熱』（信山社出版、2004年7月）
- 『分権改革と条例』（弘文堂、2004年2月）
- 『揺れ動く産業廃棄物法制』（第一法規出版、2003年2月）
- 『自治力の冒険』（信山社出版、2003年1月）
- 『政策法務がゆく！：分権時代における自治体づくりの法政策』（公人の友社、2002年10月）
- 『自治力の発想』（信山社出版、2002年7月）
- 『環境法雑記帖』（環境新聞社、1999年11月）
- 『環境政策法務の実践』（ぎょうせい、1999年7月）
- 『産業廃棄物への法政策対応』（第一法規出版、1998年7月）
- 『行政執行過程と自治体』（日本評論社、1997年10月）
- 『環境管理の制度と実態：アメリカ水環境法の実証分析』（弘文堂、1992年11月）

（以下、編著）
- 『行政代執行の手法と政策法務』（地域科学研究会、2015年2月）
- 『空き家等の適正管理条例』（地域科学研究会、2012年8月）
- 『産廃判例が解る』（環境新聞社、2010年5月）
- 『分権条例を創ろう！』（ぎょうせい、2004年7月）
- 『産廃判例を読む』（環境新聞社、2005年7月）
- 『ポスト分権改革の条例法務：自治体現場は変わったか』（ぎょうせい、2003年7月）

（以下、共著書・共編著書）
- 北村喜宣＝山口道昭＝礒崎初仁＝出石稔＝田中孝男（編）『自治体政策法務の理論と課題別実践』［鈴木庸夫先生古稀記念］（第一法規、2017年11月）
- 北村喜宣＝米山秀隆＝岡田博史（編）『空き家対策の実務』（有斐閣、2016年3月）
- 北村喜宣＝須藤陽子＝中原茂樹＝宇那木正寛『行政代執行の理論と実践』（ぎょうせい、2015年8月）
- 高橋信隆＝亘理格＝北村喜宣（編）『環境保全の法と理論』［畠山武道先生古稀記念］（北海道大学出版会、2014年4月）
- 亘理格＝北村喜宣（編）『重要判例とともに読み解く個別行政法』（有斐閣、2013年4月）
- 高木光＝交告尚史＝占部裕典＝北村喜宣＝中川丈久（編）『行政法学の未来に向けて』［阿部泰隆先生古稀記念］（有斐閣、2011年3月）
- 北村喜宣＝山口道昭＝出石稔＝礒崎初仁（編）『自治体政策法務』（有斐閣、2011年5月）
- 兼子仁＝北村喜宣＝出石稔（編）『政策法務事典』（ぎょうせい、2008年9月）
- 大塚直＝北村喜宣（編）『環境法ケースブック〔第2版〕』（有斐閣、2009年8月）
- 占部裕典＝北村喜宣＝交告尚史（編）『解釈法学と政策法学』［阿部泰隆先生退官記念］（勁草書房、2005年5月）
- 天川晃＝澤井勝＝北村喜宣『自治体と政策』（放送大学教育振興会、2005年3月）
- 北村喜宣＝福士明＝下井康史『産廃法談：法学者のウラ読み廃棄物処理法』（環境新聞社、2004年6月）
- 畠山武道＝大塚直＝北村喜宣『環境法入門（第3版）』（日本経済新聞社、2007年5月）
- 大塚直＝北村喜宣（編）『環境法学の挑戦』［淡路剛久教授・阿部泰隆教授還暦記念］（日本評論社、2002年3月）